# Cathédrale Saint-Étienne de Châlons
Cette  cathédrale n’est pas la seule cathédrale Saint-Étienne.
La cathédrale Saint-Étienne de Châlons est une cathédrale catholique située à Châlons-en-Champagne dans le département français de la Marne en région Grand Est.
La cathédrale Saint-Étienne a été classée monument historique par liste de 1862.
Le président de la République française possède le titre Chanoine ad Honores de Saint-Étienne de Châlons.

## Historique

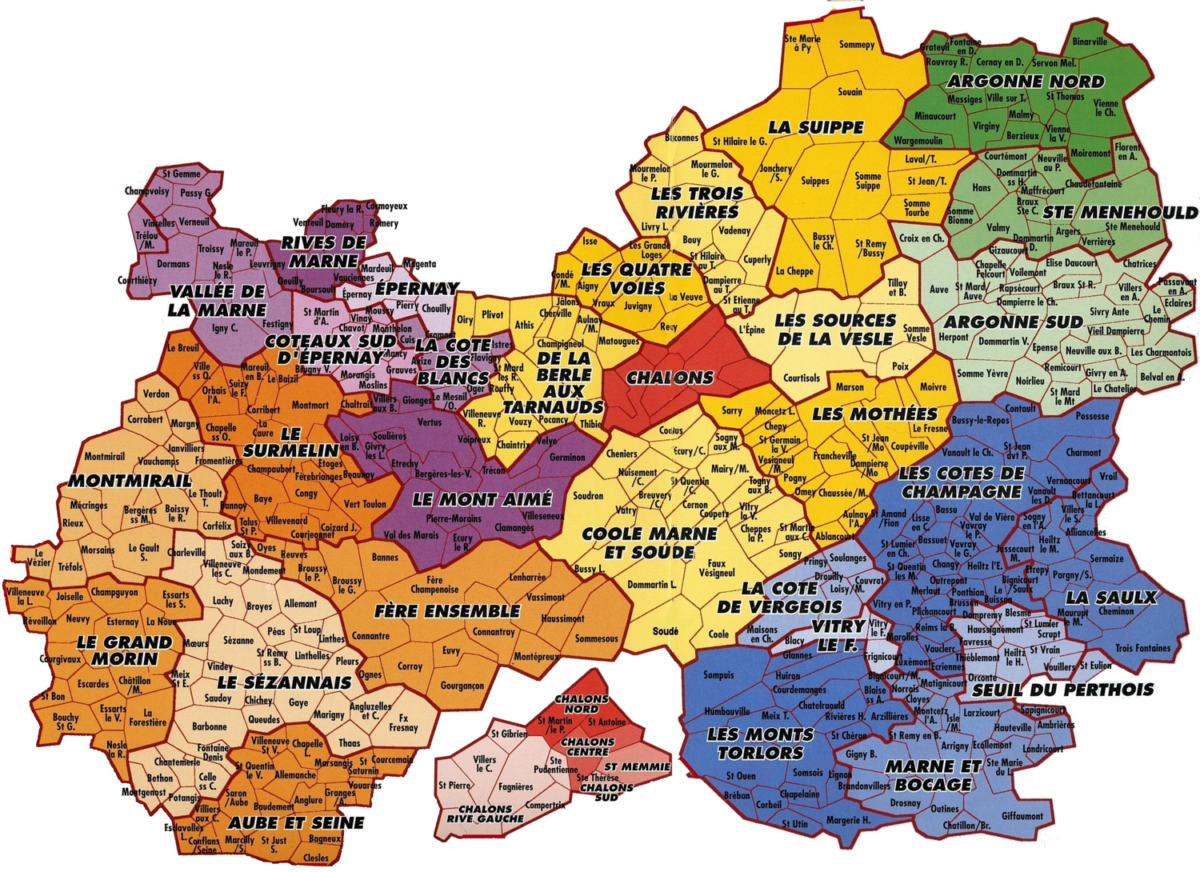
Le diocèse de Châlons couvre tout le département de la Marne sauf l’arrondissement de Reims.

Châlons-en-Champagne, autrefois Châlons-sur-Marne, est le siège d'un diocèse couvrant la partie Sud du département de la Marne (la partie Nord relevant de l'archidiocèse de Reims). Il s'agit d'un des plus anciens diocèses de France puisque son évêque était présent au concile de Sardique en 344. Le premier évêque de la cité des Catalaunes serait saint Memmie duquel une légende tardive fait un envoyé de saint Pierre.
L'exégèse des sources documentaires a permis de faire table rase de quelques légendes et contrevérités, mais pas de préciser le nombre exact des églises antérieures à l'édifice actuel.
Une légende locale tenace situe la première cathédrale à Saint-Pierre-aux-Monts et la dit bâtie par saint Memmie. Il est probable que le site est choisi dès le Ve siècle pour l'implantation d'un groupe épiscopal dans la cité gallo-romaine de petite dimension et de forme ovale. La cathédrale jouxte en effet l'une des deux voies qui se croisaient (cardo et decumanus), la rue de Marne. Elle était peut-être entourée d'un quartier cathédral comportant plusieurs églises (deux collégiales : Saint-Nicolas, supprimée aux XIIIe siècle et la Trinité, détruite à la Révolution), le cloître des chanoines au nord, l'évêché à l'ouest.

### L'ancienne cathédrale romane
La dimension de l'édifice antérieur, rebâti pourtant au Xe siècle après les dégâts dus aux guerres comtales (sac de la ville par Robert de Vermandois) et aux Normands, étant insuffisante, une reconstruction complète est engagée vers 1120, probablement sous l'impulsion de l'évêque Guillaume de Champeaux. Ce projet est réalisé en une centaine d'années, malgré la pénurie de moyens engendrée par la concurrence de la collégiale Notre-Dame-en-Vaux.
Cette cathédrale romane comprenait un chœur vitré, sans déambulatoire, un transept et une longue nef. Des deux tours greffées sur les bras du transept subsiste la tour nord, à comparer avec les tours de Notre-Dame-en-Vaux. La crypte dédiée à la Vierge comprenait trois vaisseaux et deux entrées de chaque côté du chœur. La reconstruction de la cathédrale romane commence avant l'incendie de 1138 et franchit une étape décisive entre celui-ci et la consécration  par le pape Eugène III le 26 octobre 1147. De cette époque subsistent des vitraux romans ainsi que la cuve baptismale.

### La cathédrale gothique

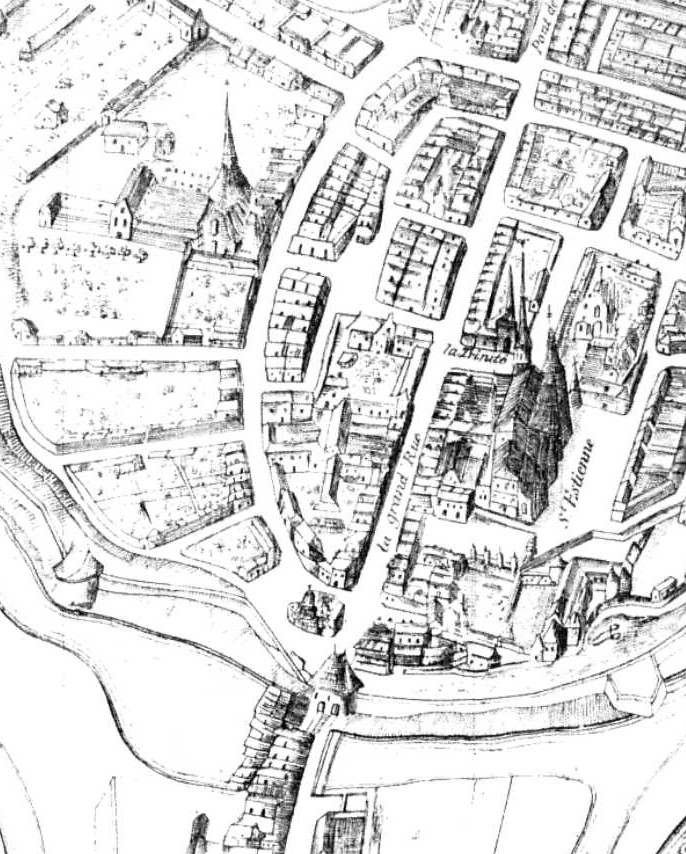
Plan Picart de 1685.
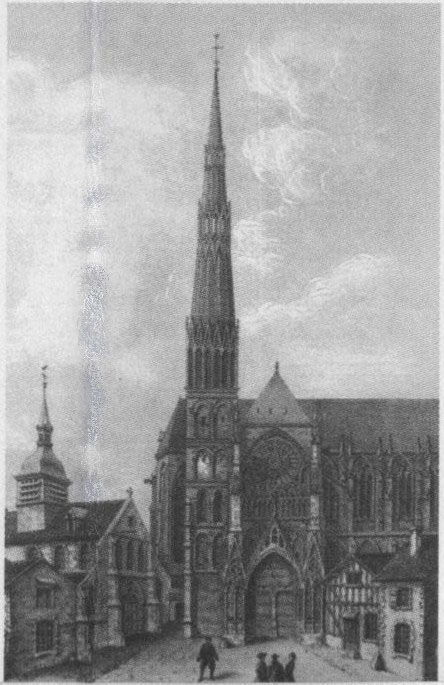
Tour Nord avant l'incendie.
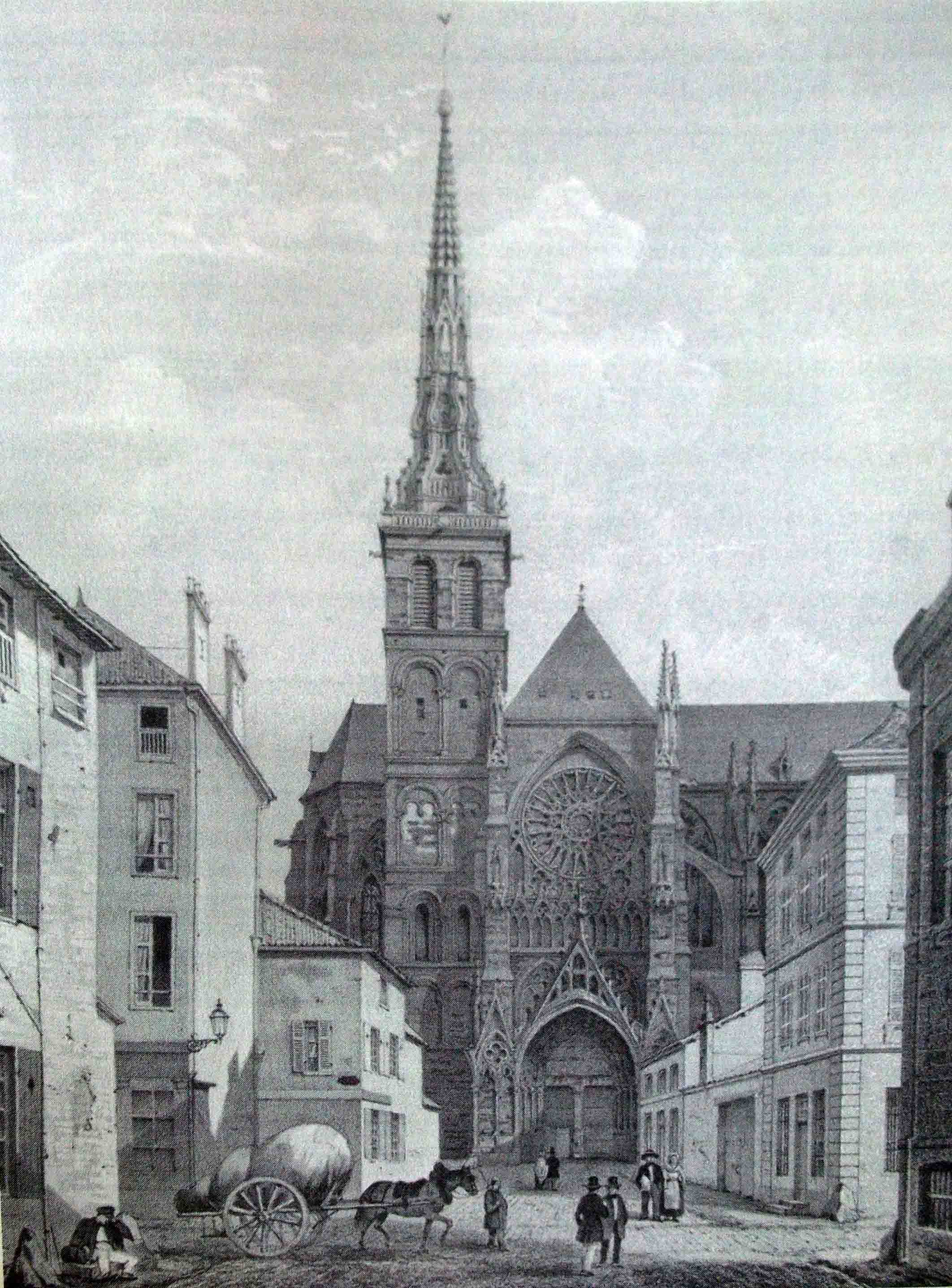
Tour Nord reconstruite.
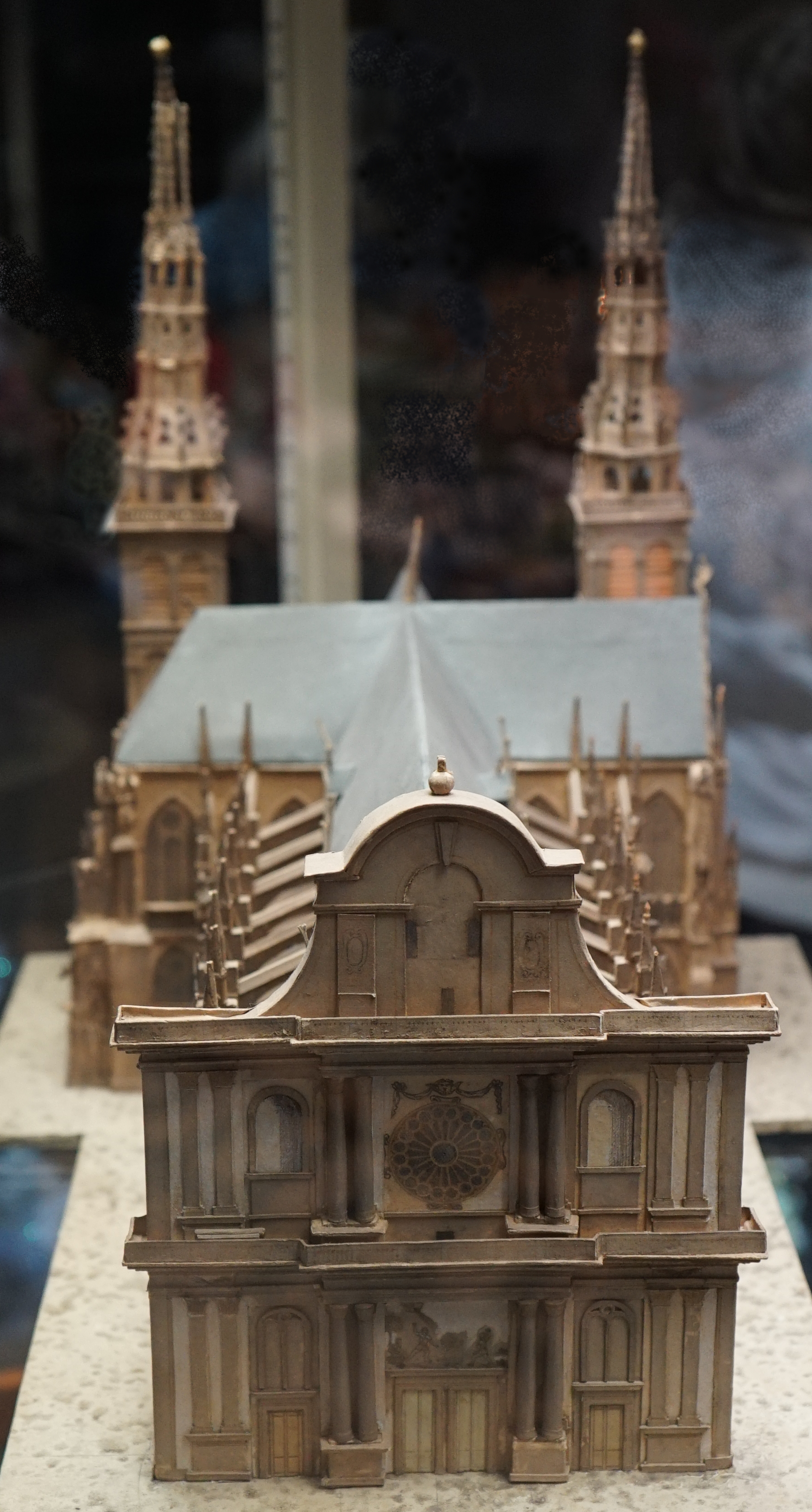
Milieu XIXe siècle, maquette appartenant au chapitre cathédral.
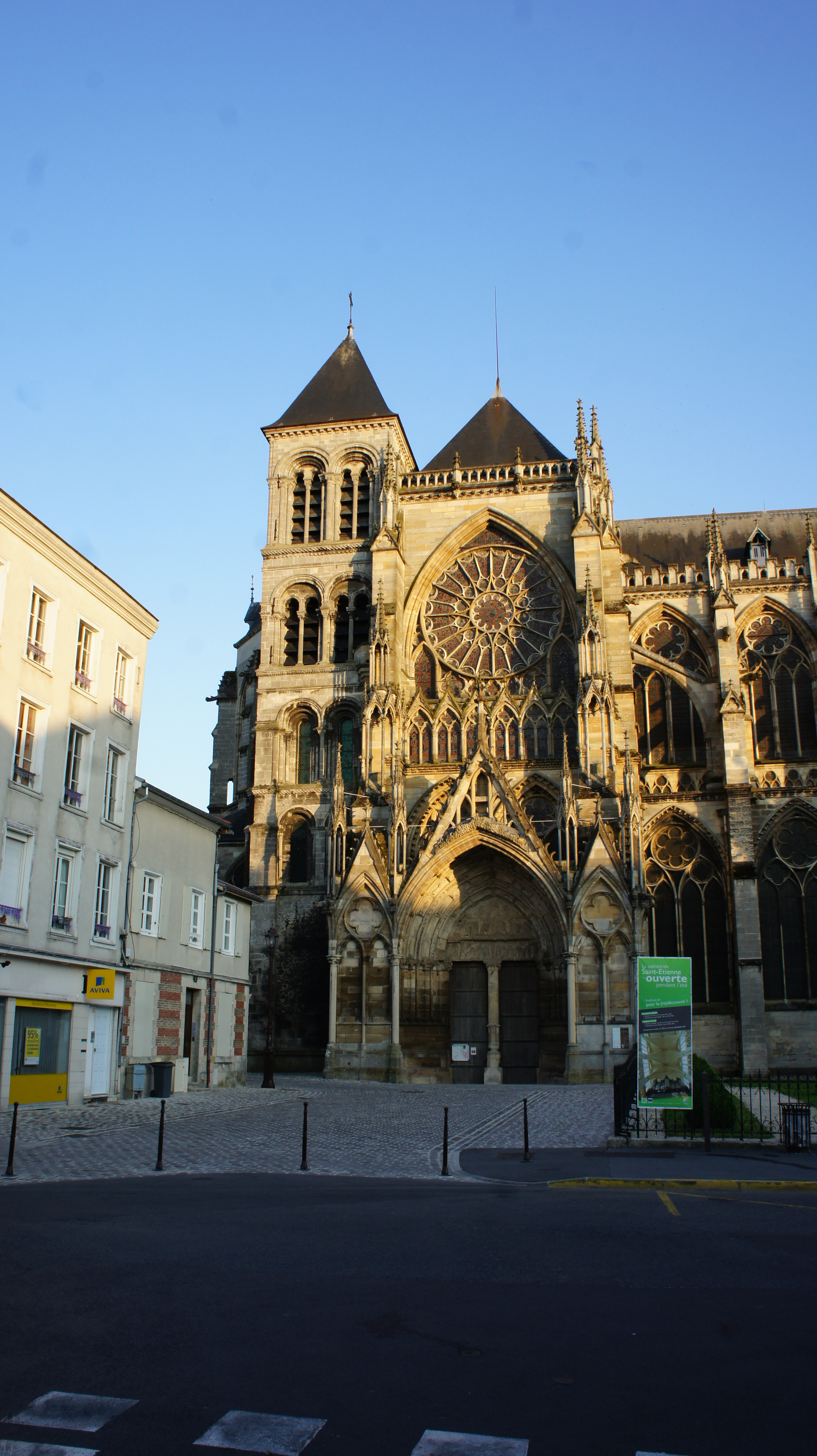
Tour Nord actuellement.

Entreprise sous l'épiscopat de Pierre de Hans, elle fut rapidement marquée par les avancées stylistiques de chantiers tels que Saint-Denis et adopta prestement le style rayonnant. Les chapelles rayonnantes et le déambulatoire furent ajoutés entre 1280 et 1310 leur ajout a nécessité le percement des murs de l'abside vitrée afin d'ouvrir le chœur sur le déambulatoire. L'aspect irrégulier des quatre piliers n'a été corrigé qu'au XVIIe siècle lors de leur reprise en sous-œuvre.
La nef fut continuée à la fin du XVe siècle et au début du XVIe siècle. Entre 1628 et 1634, sous les dessins de l'architecte Claude Monnart, on éleva la façade occidentale (en style baroque) ainsi que les deux travées voisines. Cependant, la conception primitive de la nef fut conservée à travers les siècles par les constructeurs successifs, qui ont voulu lui préserver son unité.
La tour Nord portait une flèche de bois et de plomb construite au XVIe siècle (au moins 80 m). Elle reçut la foudre le 19 janvier 1668,, brûla et tomba sur l'abside en défonçant la voûte qui dut être refaite (voir la rosace de pierre avec la date 1668). Les deux-tiers de la crypte furent alors remblayés pour servir d'assise à la reprise des piliers. On construisit à la fin du XVIIe siècle deux flèches d'un style mêlant gothique et baroque. Mal-aimées au XIXe et taxées de « pâtisseries » ces flèches gracieuses et originales furent sacrifiées au nom de l'unité de style[réf. souhaitée]. Depuis la cathédrale n'a plus de flèche.
L'édifice a conservé une remarquable parure de vitraux. Dans le bas-côté sud se trouve une intéressante série de vitraux de la fin du XVe siècle et du début du XVIe siècle. Ceux de l'autre bas-côté ont été faits au XIXe siècle dans le goût du XIIIe siècle. Ceux du bras du transept Sud datent du XXe siècle. De très nombreuses dalles funéraires gravées du XIIIe siècle au XVIIe siècle sont incrustées dans le pavage ou relevées le long des murs. Elles se caractérisent par une grande élégance du dessin.

### Les restaurations
La cathédrale a été restaurée au XIXe siècle par Claude du Granrut, puis Eugène Millet, Maurice Ouradou et Charles Genuys. Ces restaurations eurent pour effet la suppression des chapelles latérales, considérées comme disparates par rapport au style de la nef, la suppression des flèches érigées après 1668, la reconstruction de la façade du croisillon Sud enfin.

## Architecture

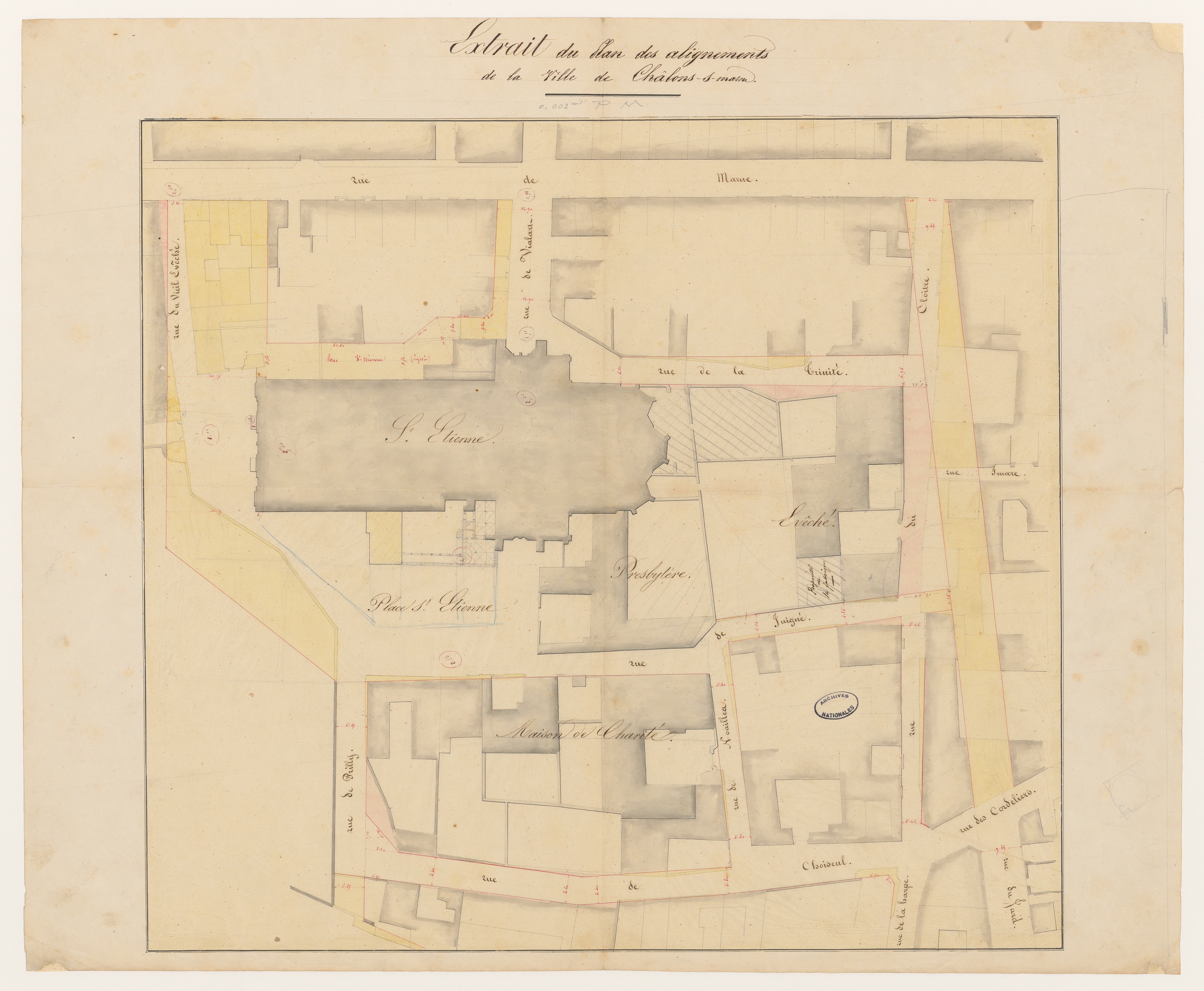
Plan des alignements de la ville de Châlons-sur-Marne (1881).

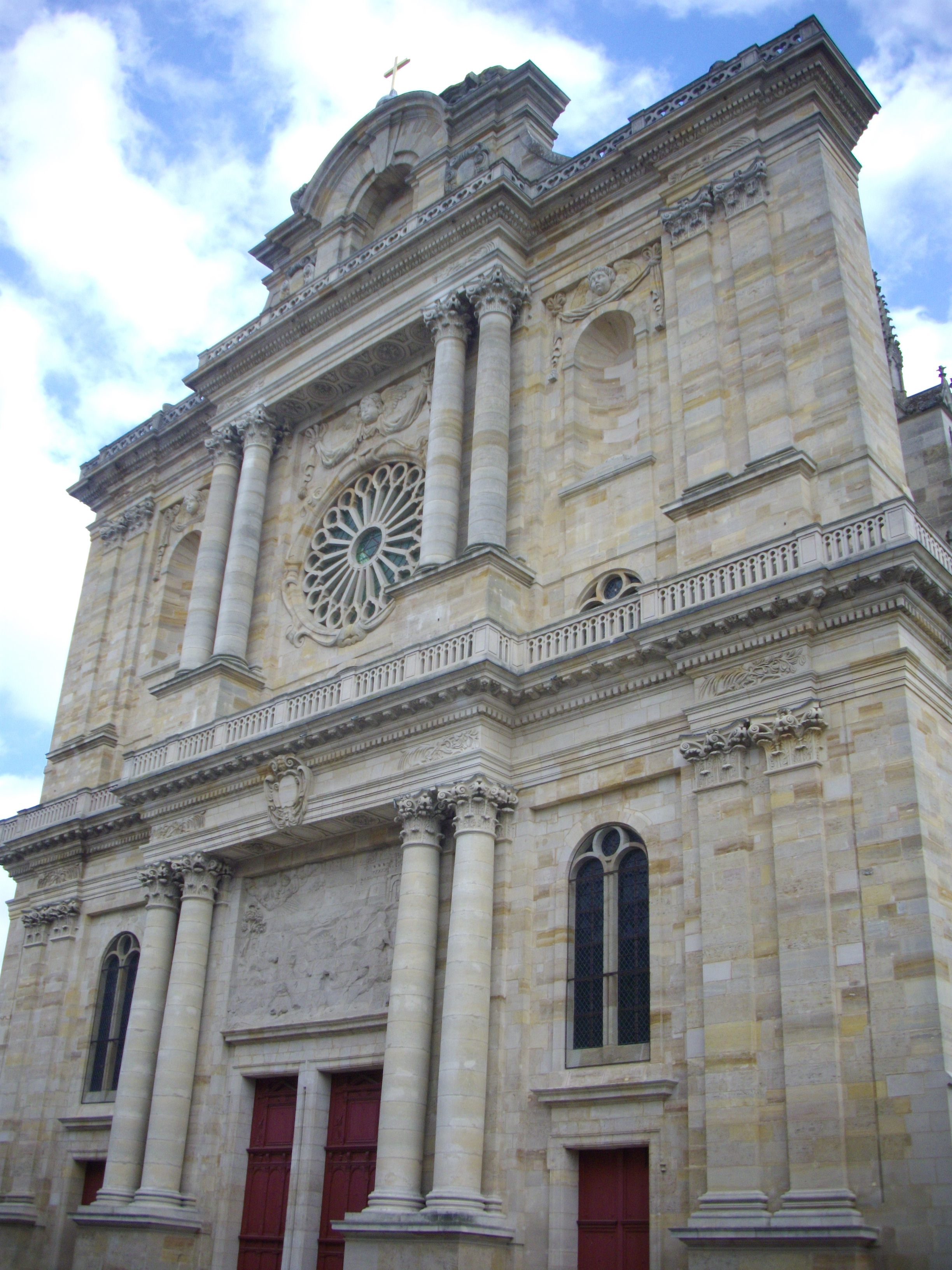
Façade occidentale.

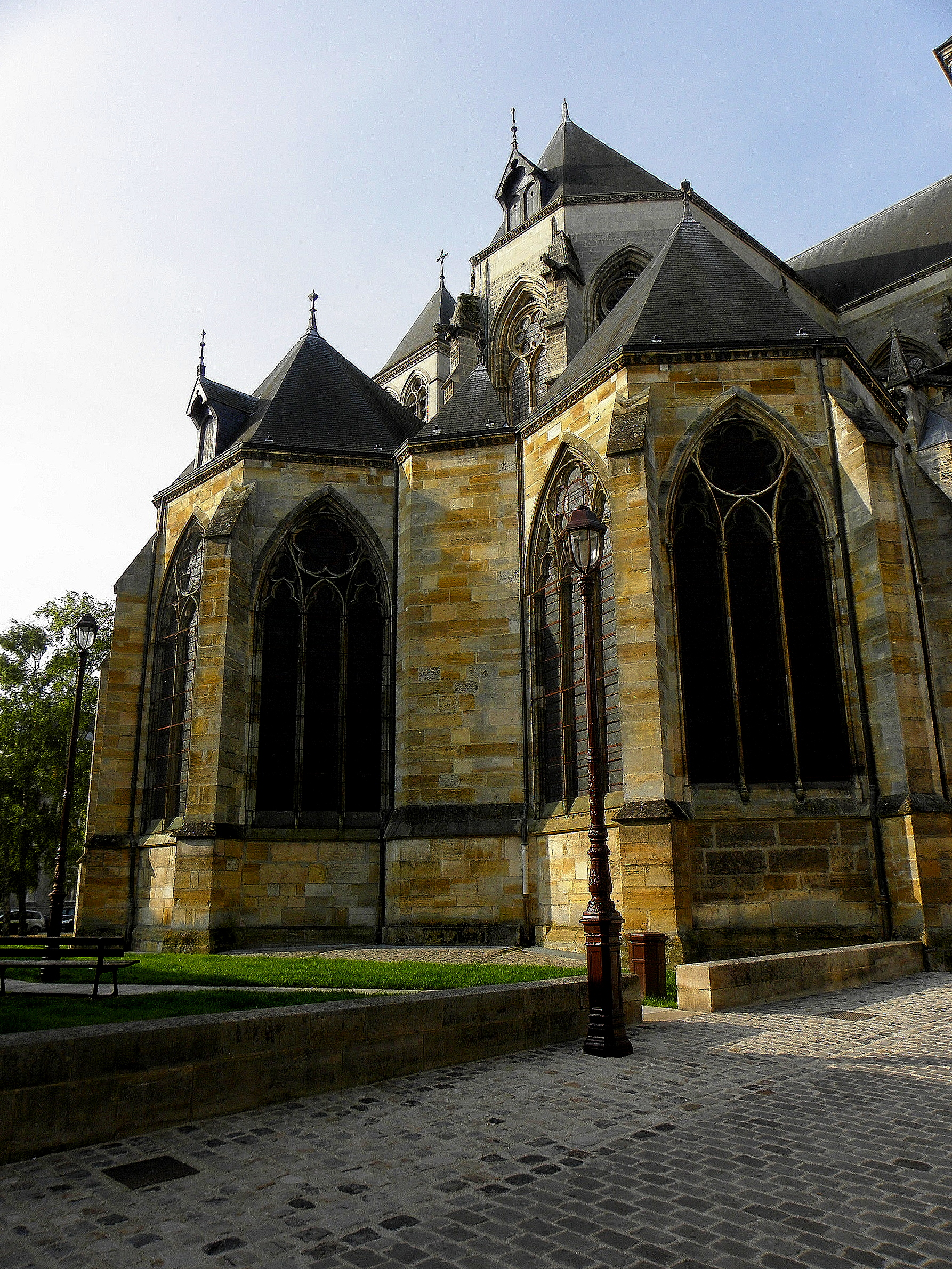
Chevet.

### Principales dimensions
- Longueur hors œuvre : 96,4 mètres
- Hauteur de la tour : 38,66 mètres
- Largeur de la façade occidentale : 30,50 mètres

Le chœur
- Hauteur du chœur : 25,40 mètres
- Largeur de la nef : 28,60 mètres

La nef
- Hauteur sous voûte de la nef : 27,08 mètres
- Largeur du vaisseau central entre axes des colonnes : 11,70 mètres
- Hauteur des grandes arcades de la nef : 13 mètres

Le transept
- Longueur du transept : 40,70 mètres
- Largeur du transept : 12,10 mètres

### Extérieur
La façade occidentale qui s'inspire du frontispice de l'église Saint-Gervais-Saint-Protais se compose d’un avant-corps central à trois niveaux et de deux ailes à deux niveaux. Chaque niveau de style corinthien est séparé du suivant par une balustrade ajourée, qui se prolonge sur toute la façade, épaississant la ligne horizontale constituée par l'entablement. L’avant-corps central est formé, au rez-de-chaussée, de doubles colonnes encadrant un portail rectangulaire dont le tympan représente un bas-relief figurant le martyre de saint Étienne et qui a été martelé à la Révolution. Les ailes sont décorées de pilastres et percées de portes rectangulaires que surmontent des fenêtres à meneau dans le style Renaissance. 
Le premier étage qui reprend le même agencement de colonnes et de pilastres, est percé au centre d’une rose imitant sommairement le gothique. Elle est entourée d’un décor de cuirs découpés et surmontée de drapés. Chacune des ailes latérales est creusée d’une niche, laissée vide depuis août 1794. Le troisième niveau est formé d’un grand fronton cintré sommital contre-buté par des ailerons. Ce sommet garde quatre masses de pierre qui sont les bases de statues des évangélistes abattues pendant la Révolution.
Trois niveaux de baies occupent entièrement l’espace entre les contreforts des bas-côtés. Les fenêtres des collatéraux et celles du haut vaisseau sont semblables au long des neuf travées. Elles « se composent de quatre lancettes, regroupées deux à deux sous des quadrilobes, puis par quatre sous des roses comptant six lobes. Entre ces deux rangées se voient les baies plus petites qui ajourent le triforium, elles reprennent la même disposition, mais sans la rose supérieure, que la faible hauteur de ce niveau ne permettait pas de placer ».
Le chevet vitré à tours jumelles est constitué de chapelles rayonnantes. L'incendie de 1668 a détruit la charpente et les voûtes de l'abside. Le décor des lucarnes et celui des épis de faîtage des chapelles est de style Louis XIV, car ces éléments ont été réalisés après l’incendie.
Le monument présente ainsi des parties romanes du XIIe siècle (crypte, tour du bras nord du transept dont le rez-de-chaussée abrite une rare verrière romane) mais est reconstruit en style gothique rayonnant. L'abside, le transept et trois travées de la nef sont achevés en 1261.

### Mobilier

#### Trésor
En la salle du trésor, outre les vitraux du XIIIe siècle traités ci-dessous sont aussi présentées deux boites à hosties et une châsse dite de Saint-Remi en émaux, une bourse en soie et un reliquaire en forme de bras. Du XIe siècle une boucle, un élément de crosse pastorale et une boite. Une autre crosse du XIXe. Du XIIe siècle la mitre en soie et un soulier de Malachie d'Armagh, un fragment de la natte funéraire de Bernard de Clairvaux. Le pavement du sol date du XIIe siècle.

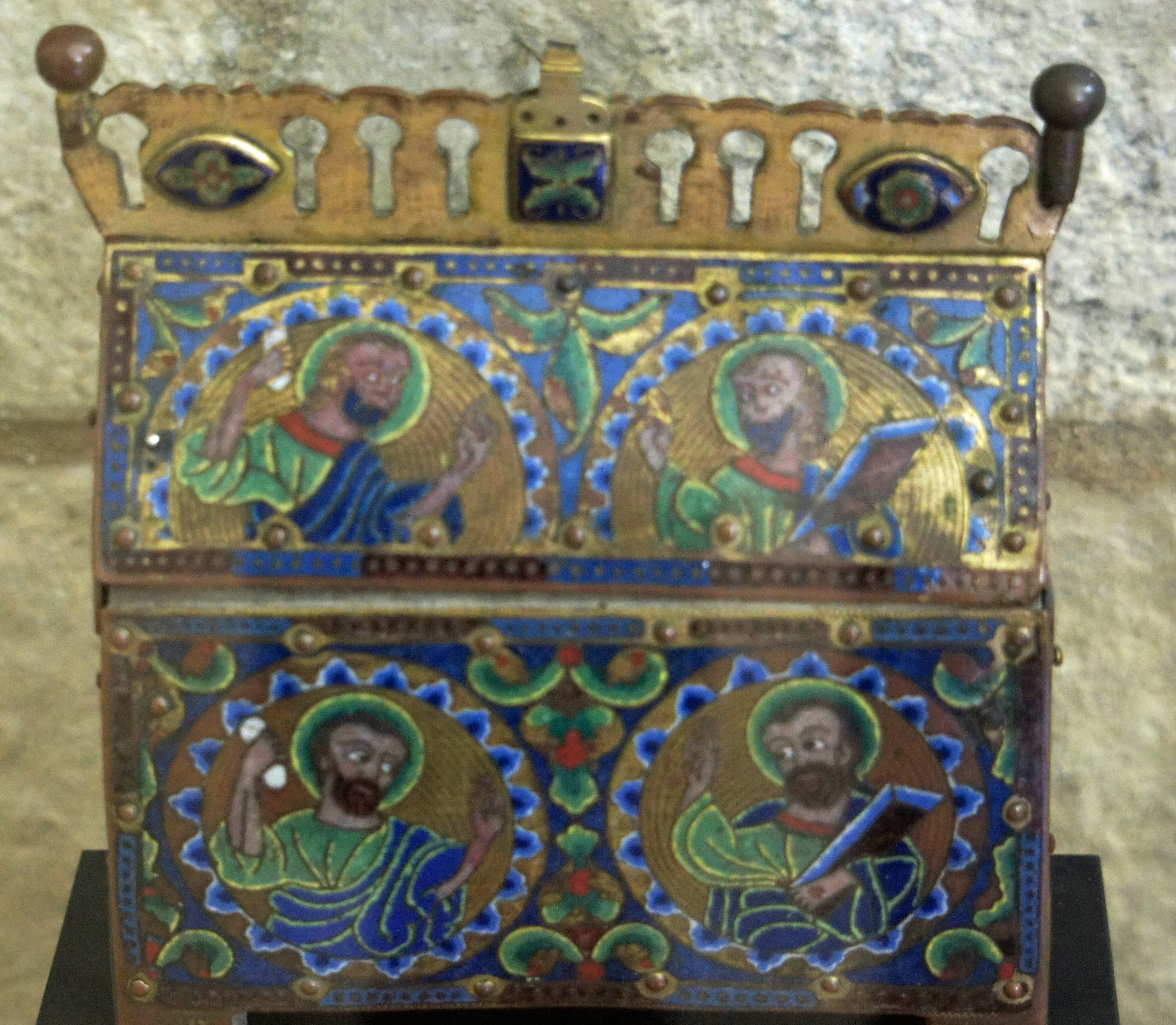
Châsse de Saint-Remi, XIIe siècle ou XIIIe siècle[16].
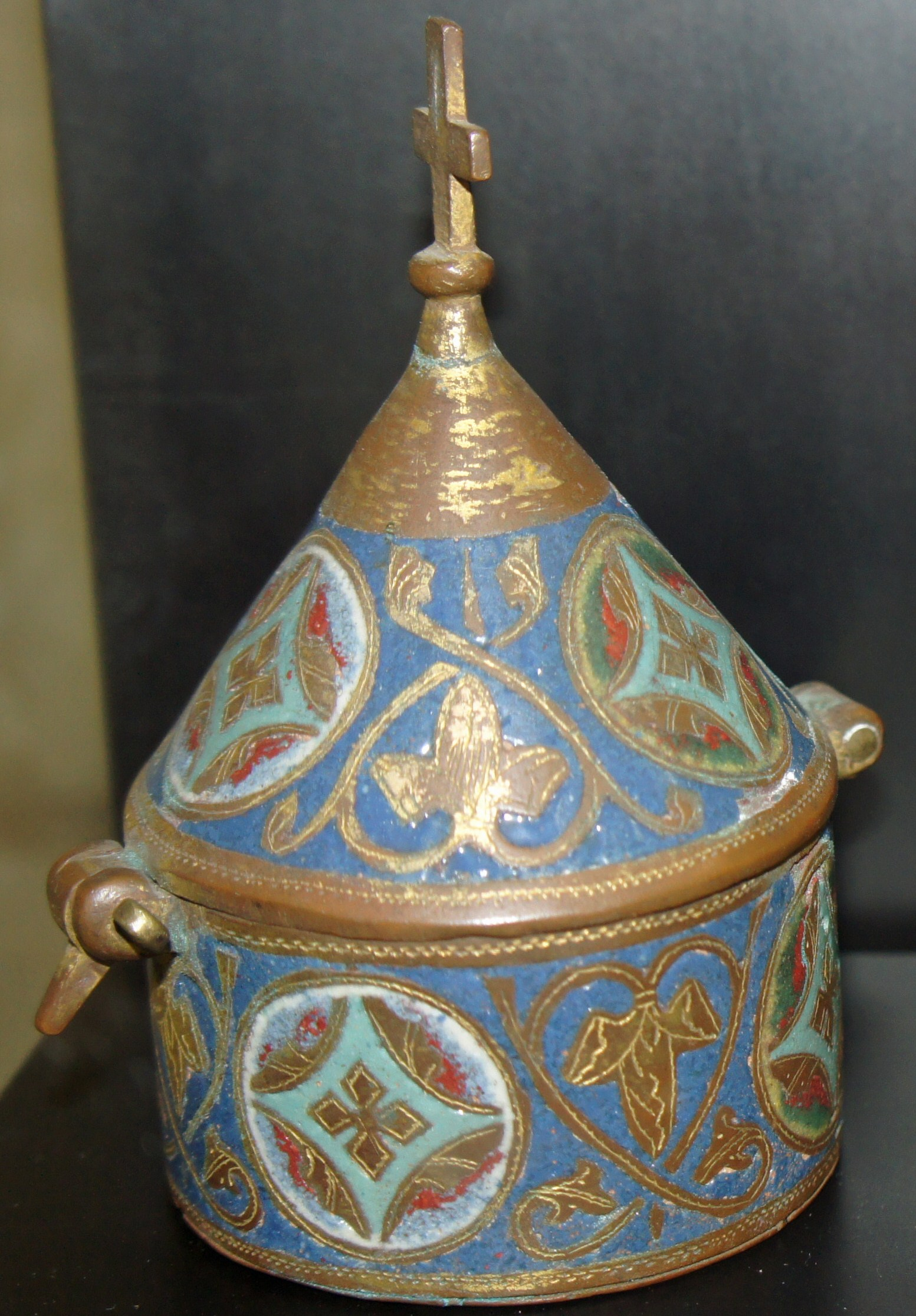
Coffret à hostie issue de l'église de Courgivaux[17].
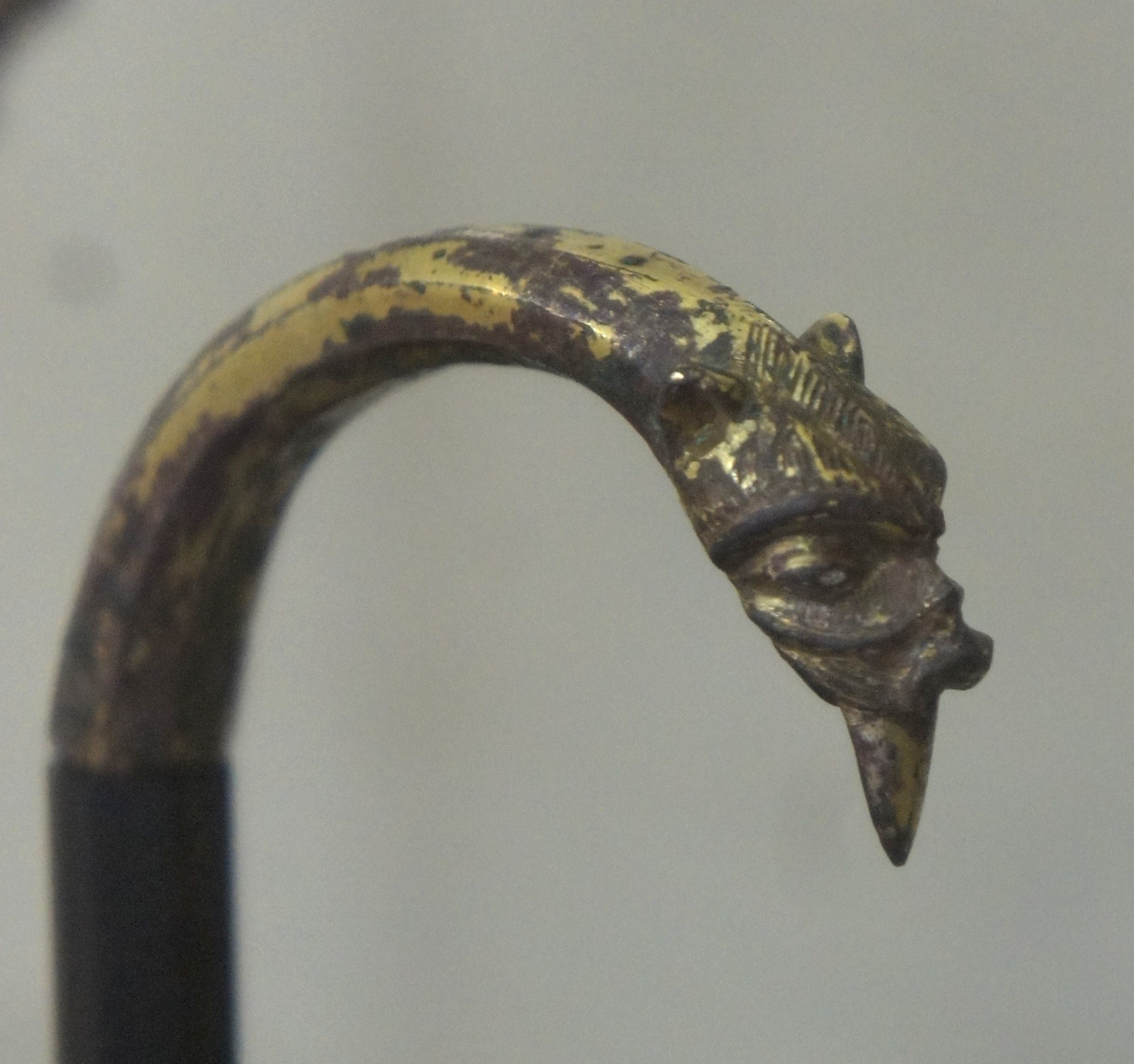
Crosse du XIe à tête de chimère[18].
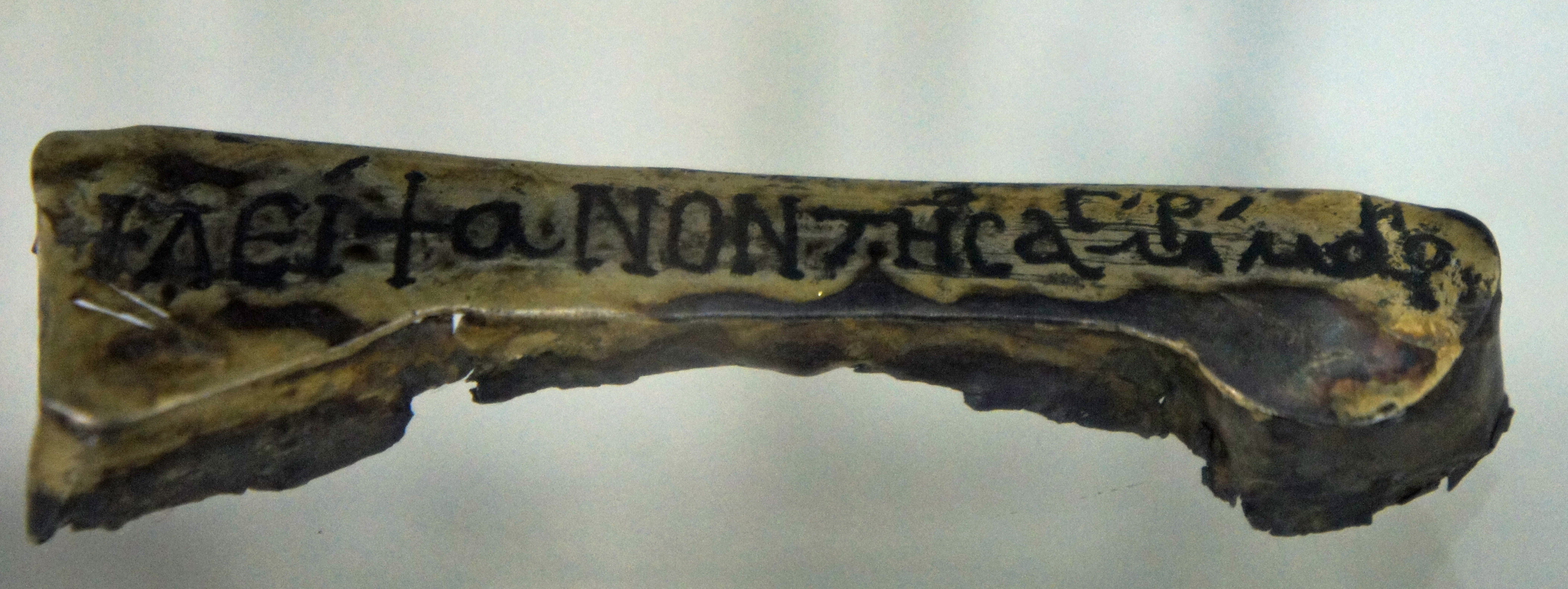
Relique de Margueritte.

#### Vitraux
Parmi les vitraux on remarquera : Une crucifixion entourée de figures symbolique et de figures de l'Ancien Testament formant un vitrail de la Rédemption (inspirée de l'art mosan) du milieu du XIIe siècle : elle est en neuf panneaux et fait 1,78 sur 2 m, le vitrail a été retravaillé après l'incendie de 1230 pour s'adapter aux fenêtres de la nouvelle église gothique.

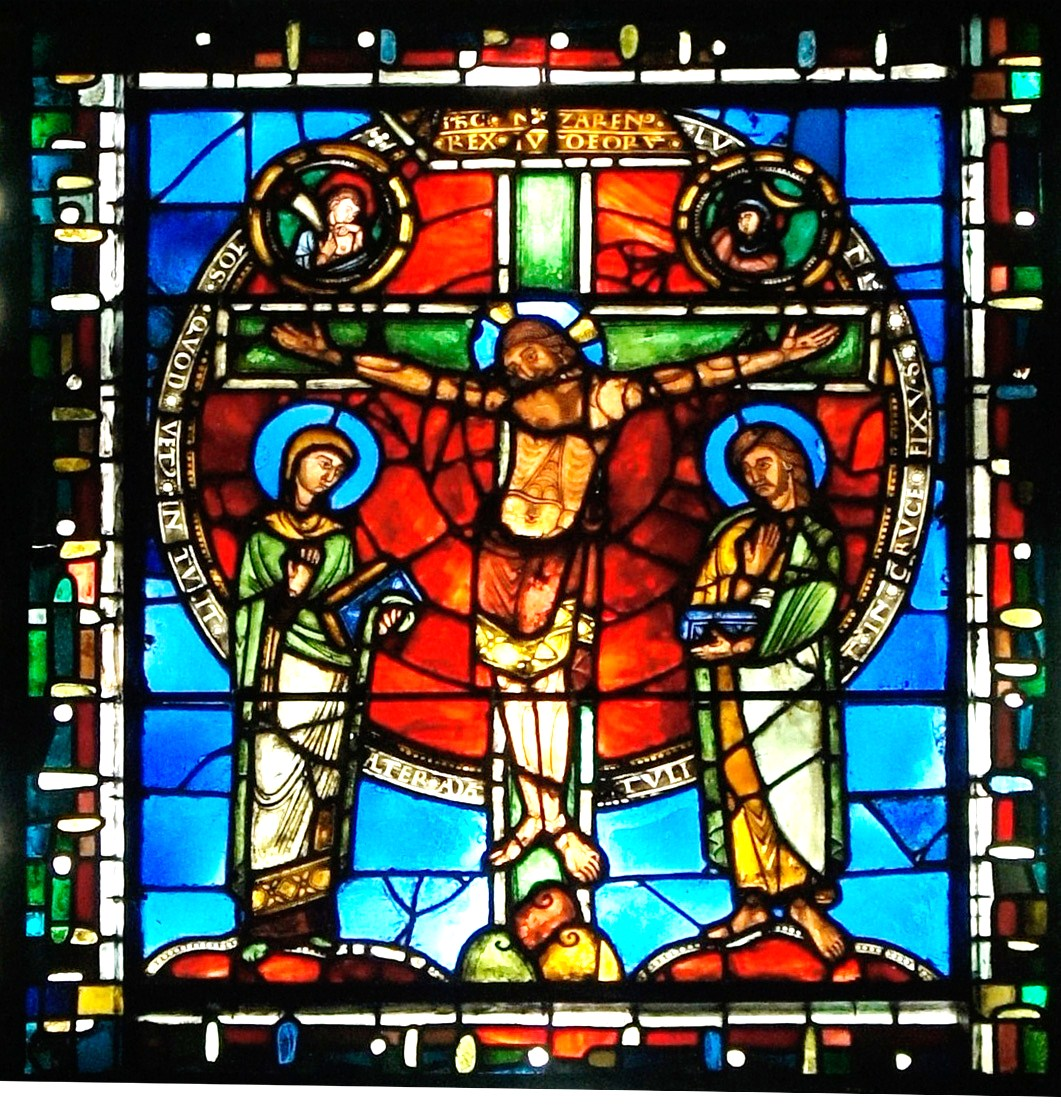
La Crucifixion.

En 1872, le vitrail a été retiré pour aller à Paris au musée du vitrail entre 1884 et 1898 puis à l'Exposition universelle de 1900. Il part au Musée de la Sculpture comparée de 1910 à 1934 et fut rendu à la cathédrale de Châlons-en-Champagne, en 1949, pour être replacé dans la partie romane de l'église qu'est la tour romane, ainsi fut constituée la salle du trésor du rez-de-chaussée, il fut décidé de la  restaurer par Jean-Jacques Grüber aidé de Jean Verrier et Louis Grodecki avant d'être rendue au public en 1957. Cette restauration respecte les parties anciennes en se laissant voir par son aspect géométrique et ses nuances.
- Texte porté par le tour de l'auréole de la crucifixion : Ce qu'a apporté le premier Adam non vêtu, le deuxième le transporta par la crucifixion, en latin : QUOD VET INTULIT ALTER ADA TULIT IN CRUCE FIXUS[19].

- Au-dessus des deux oculus qui surplombent le bras de la croix : Le soleil : SOL ; La lune : LUM.

- Au-dessus de la tête de Jésus et sur deux lignes : Jésus Nazaréen, en latin : IES (en grec) NAZAREN ; Roi des juifs, en latin : REX IUDEORU.

- Ils sont à mettre en relation avec les quatre scènes entourant la crucifixion aux quatre points cardinaux.

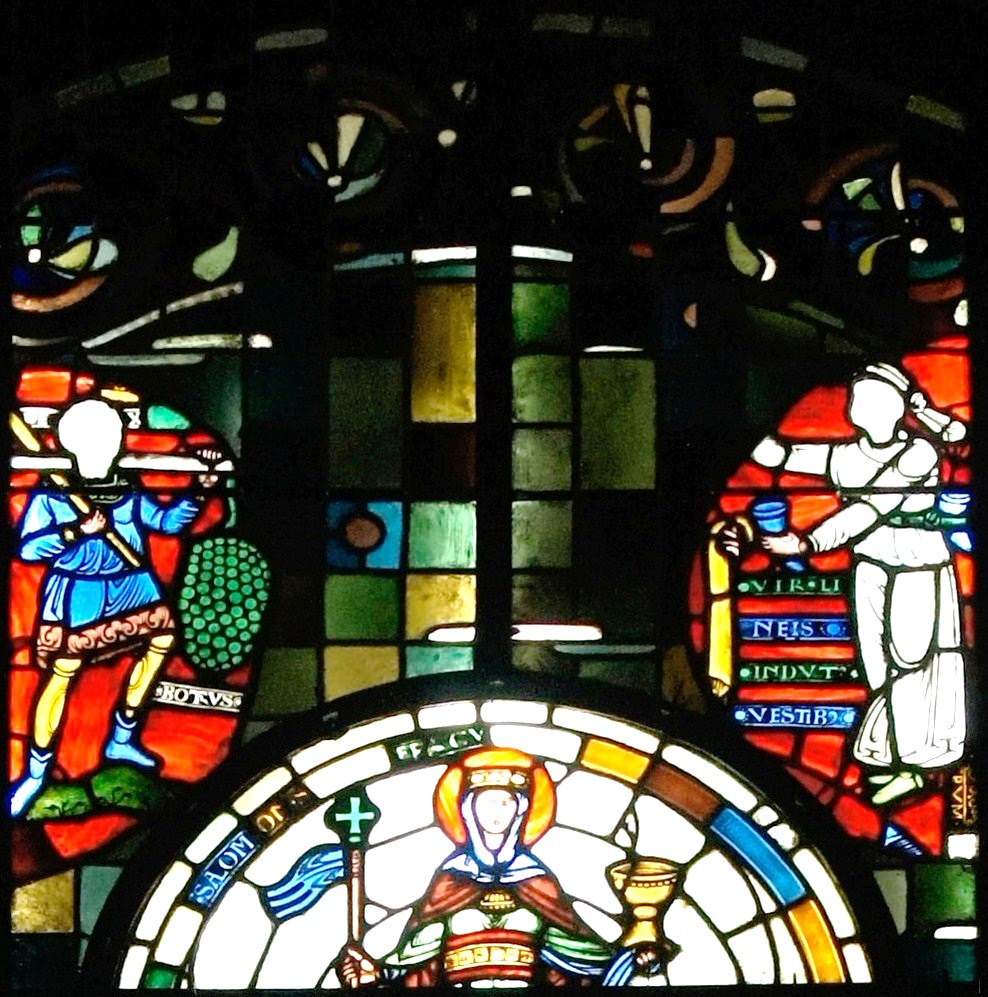
L'Église.

- Au-dessus : en demi cercle la figure symbolique de l'Église avec comme texte en latin : rex. SALOMON. Sibi FERCUlum. De . ligni libani signifiant en français : le roi Salomon s'est fait une literie en bois du Liban. (Cantique des cantiques, III, 9).
- À sa gauche : Caleb ou Josué portant le fruit de Canaan avec comme texte EX.canaan.BOTRUS. (Nombres, XIII, 24).
- À sa droite : VIR.LINEIS.INDUT.VESTIB. : un homme vêtus de lin (Ézéchiel, IX, 2-4), l'église apportant les fruits de la rédemption, le signe de Dieu et la nourriture. Les deux sont sur un fond rouge.

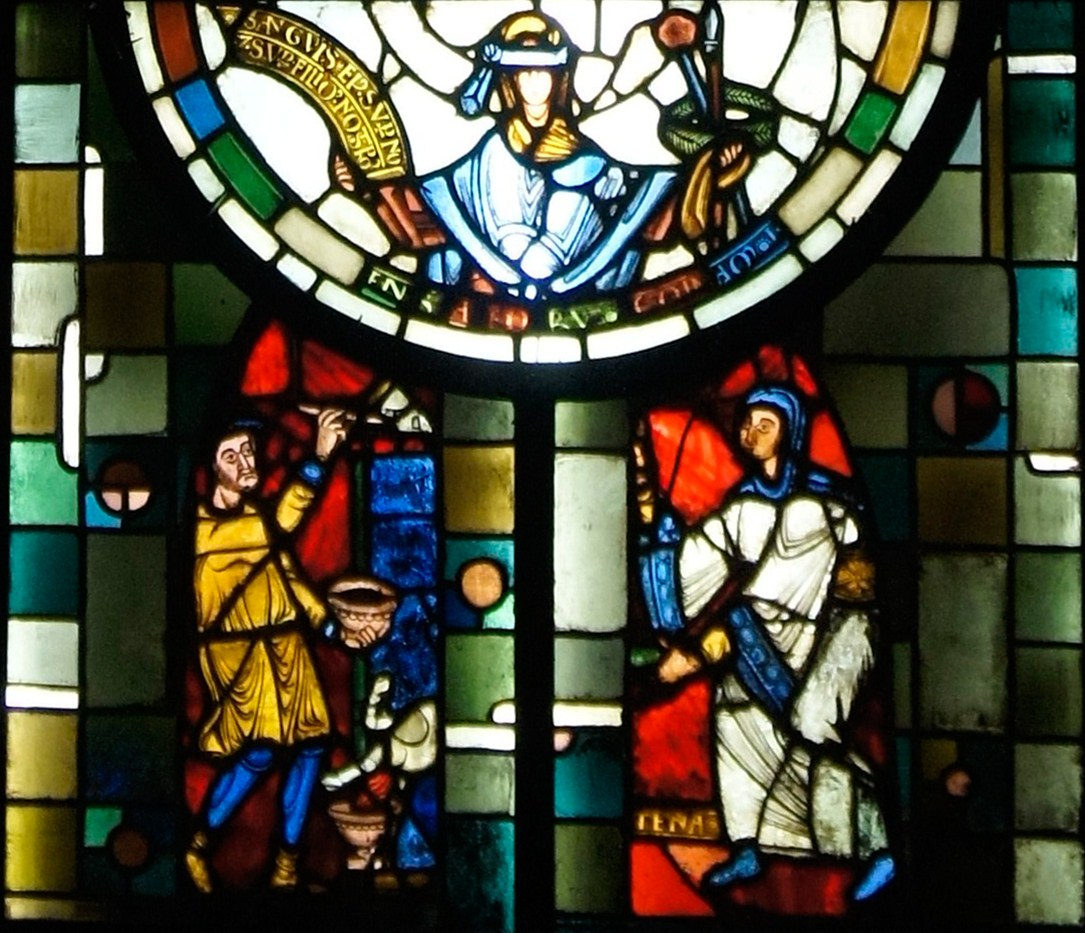
La Synagogue.

- À ses pieds : la métaphore de la synagogue, dans un demi-cercle clair, une scène qui représente à la fois l'ancien testament et le repas des persécuteurs de l'Innocent. SANGUIS. Eius.SUPerNOs.eT.SUPer.FILIOs.NOSTROs : « que son sang retombe sur nous et retombe sur nos enfants » (Matthieu, XXVII, 25).
- Et : fiat mENSA EORUm.CORAM.Ipsisin laqueum : « que devant eux la table soit un piège » (Psaume, LXIII, 23).
- Il ne reste plus que deux personnages en dessous, à gauche Aaron dessinant le signe Tau sur les portes des maisons juives d'un pinceau trempé dans le sang d'un agneau, pour les préserver de l'ange exterminateur, une des plaies de l'Égypte.
- La droite, où se trouve inscrit sarePTNA qui accueille Élie, elle ramasse du bois pour faire du feu et la typologie voulait qu'elle fasse une croix avec les branches ramassées.

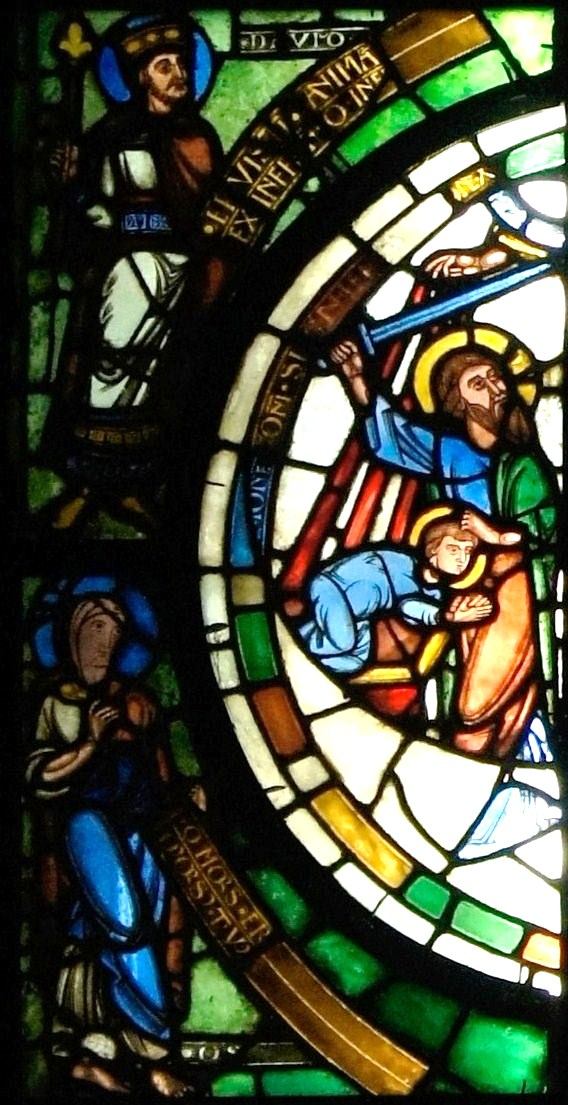
Le Sacrifice.

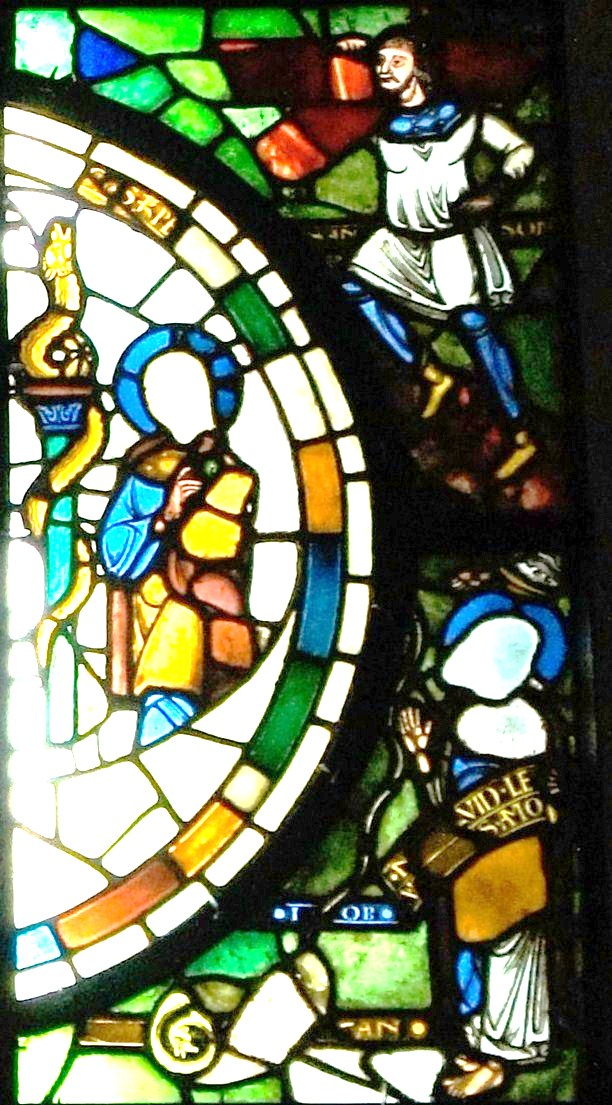
Le Mal retenu.

- À gauche : dans un demi-cercle le moment où la main de Dieu retient la main d'Abraham au moment où il allait sacrifier Isaac, dans un ensemble lumineux.
- Deux personnages, sur un fond vert, l'encadrent au-dessus .DAVID ayant son nom en lettres blanche et en dessous Osée, ils tiennent tous deux un phylactère où est inscrit en brun clair sur brun : David tennant et.ERUISTI.ANIMAm meam EX INFERNO INFErioris (Psaume, LXXXV, 13) « et tu délivras nos âmes du séjour des morts ». Et Osée lui tenant .O MORS.ERo mors tua.MORS. TU ero inferne (Osée, XIII, 14) « ô mort, je serai ta mort, je t'arracherai des lieux inférieurs »

- À droite : toujours en demi-cercle clair, se trouve Moïse devant le serpent d'airain enroulé sur une colonne. Au-dessus et à droite, sur un fond vert se tient SAMSON, écrit en brun clair, tenant sur l'épaule les portes de Gaza où l'on avait voulu l'enfermer, elles sont en croix et il apporte la libération. En dessous de lui est .IOB., inscription en blanc sur fond bleu. Il tient un phylactère où s'inscrit en brun clair sur brun .Num QUID.LEviataN capeS.AMO (Job, XL, 25), « prendras-tu le Léviathan avec un hameçon ? » À ses pieds se trouve le mot leviaTAN., en brun clair sur brun, pour signifier Satan ou juste un monstre marin ?

- La rosace du transept nord (XIIIe siècle); les vitraux de l'abside offerts par saint Louis et représentant les saints évêques fondateurs de Châlons ; deux séries de figures de saints (1475) ; plusieurs verrières du XVIe siècle parmi lesquelles la Genèse.

#### Dans l'église
Les grilles en fer forgé de la table de communion du chœur ont été réalisées par le ferronnier Pierre François Marie Boulanger.

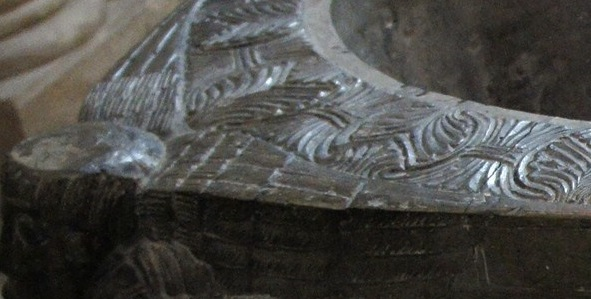
Dessus sculpté.
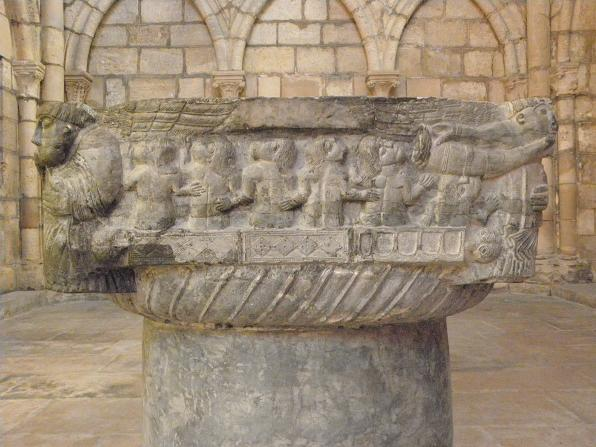
gravure des fonts.
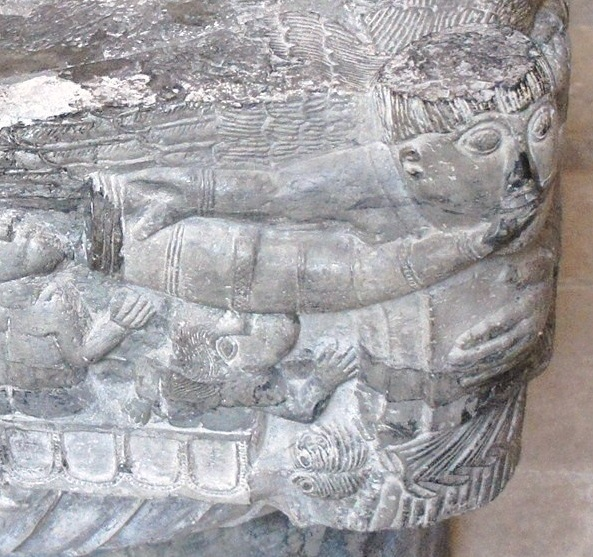
Ange et trompette.
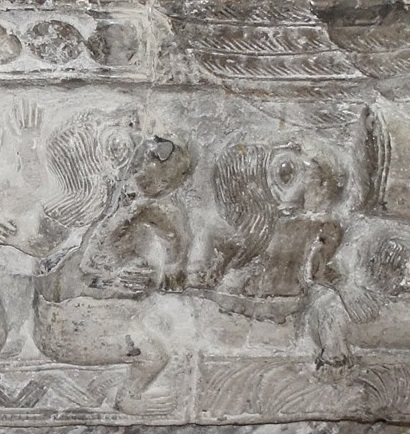
Les morts sortent des sarcophages.

Les fonts baptismaux de la cathédrale : ils sont romans (milieu XIIe siècle) et ont perdu leur pied. Ils ont été brisés et réemployés dans la réfection de la tour sud du transept. De forme carrée la cuve baptismale est creusée dans le bloc en pierre bleue de Tournai avec un bandeau sur la partie supérieure sculpté. À chaque angle se trouve un ange en relief.
Le tour est sculpté sur les quatre faces d'un ange en coin et de quatre groupes de six à huit personnages. Ces personnages nus sortent de sarcophages et ont le visage tourné vers le ciel. Symboles et scènes sculptées sont autant de rappels du sens profond du rite baptismal: le don de vie du Christ. 
Chaque ange est vêtu d'un grand manteau descendant jusqu'aux pieds avec le bas faseillant ce qui renforce l'idée de vol. La main gauche sur le ventre, les ailes déployées, ils tiennent dans la main droite une trompe qu'ils portent en bouche, elle est tournée vers les personnages.
Illustration de L’Apocalypse « le septième ange fit sonner la trompette... c'est le temps du jugement pour les morts. » et aussi « Va prends le livre ouvert dans la main de l'ange... ». C'est l'une des plus remarquables cuves baptismales de la Champagne, elle est classée.
Le tableau représentant la consécration de la cathédrale par le pape Eugène III en 1147, date du XVe siècle.
Le 21 mars 2009, Mgr Gilbert Louis, évêque de Châlons, a consacré un nouvel autel (où des reliques de saint Étienne, saint Vincent, mère Léonie Aviat et un souvenir de sœur Odette Prévost ont été enchâssées). Il fait partie d'un ensemble avec la cathèdre et l'ambon, évoquant la Résurrection.

#### Dalles funéraires
Un grand nombre de dalles se trouve disséminé dans l'église, les plus importantes, classées aux Monuments historiques, sont redressées contre murs ou piliers.

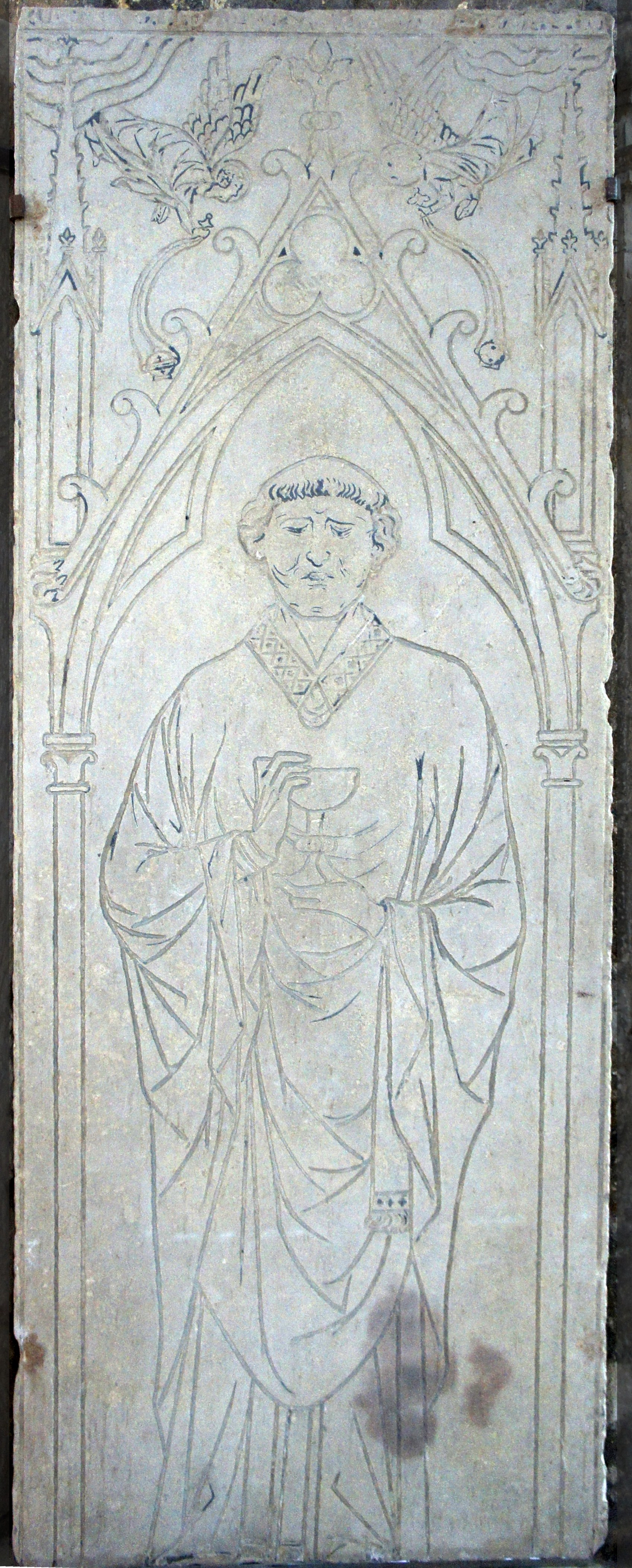
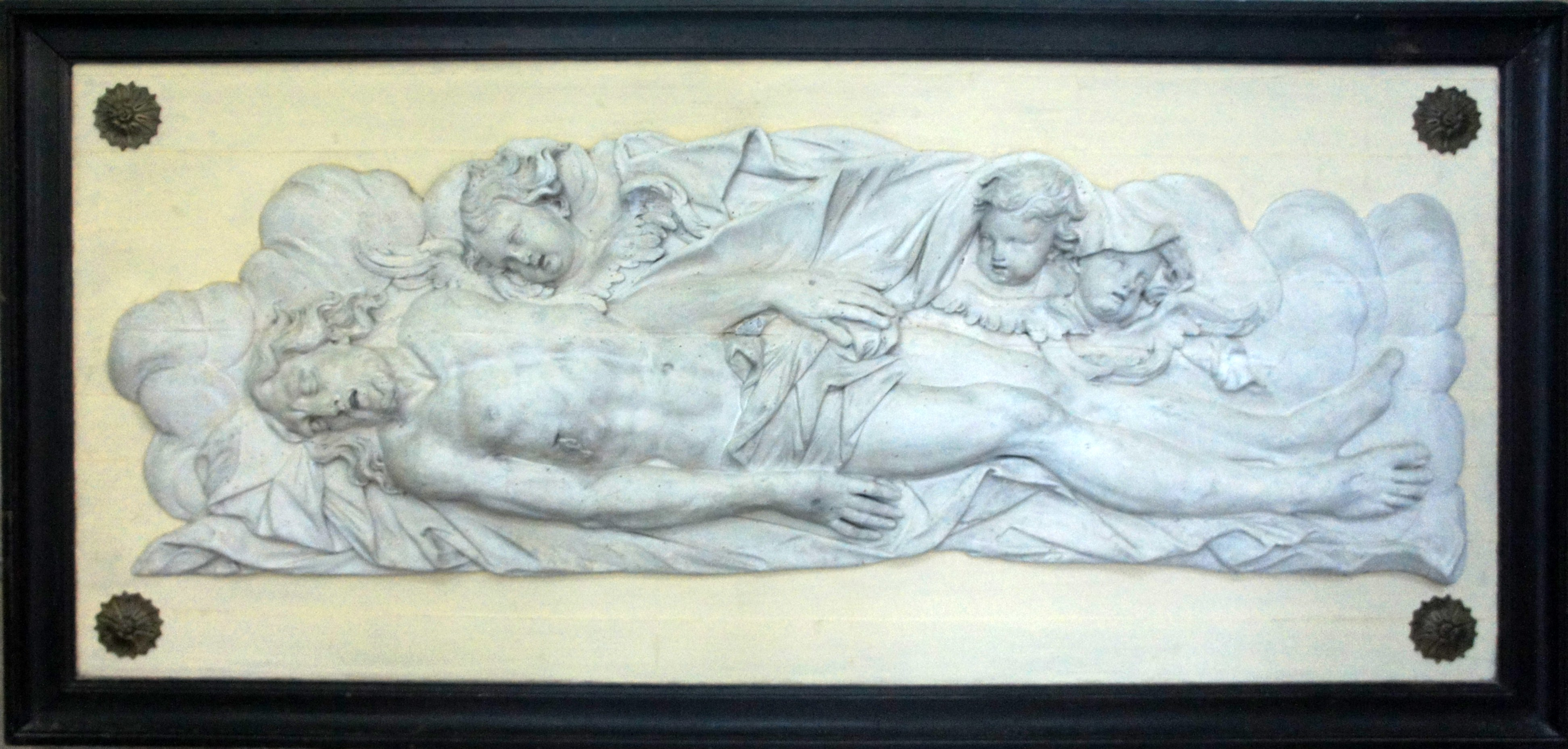
À gauche Guillaume de Paris (XIIIe siècle)[20], au centre le Christ mort, et à droite la dalle de Thierry de Machault et de son épouse.
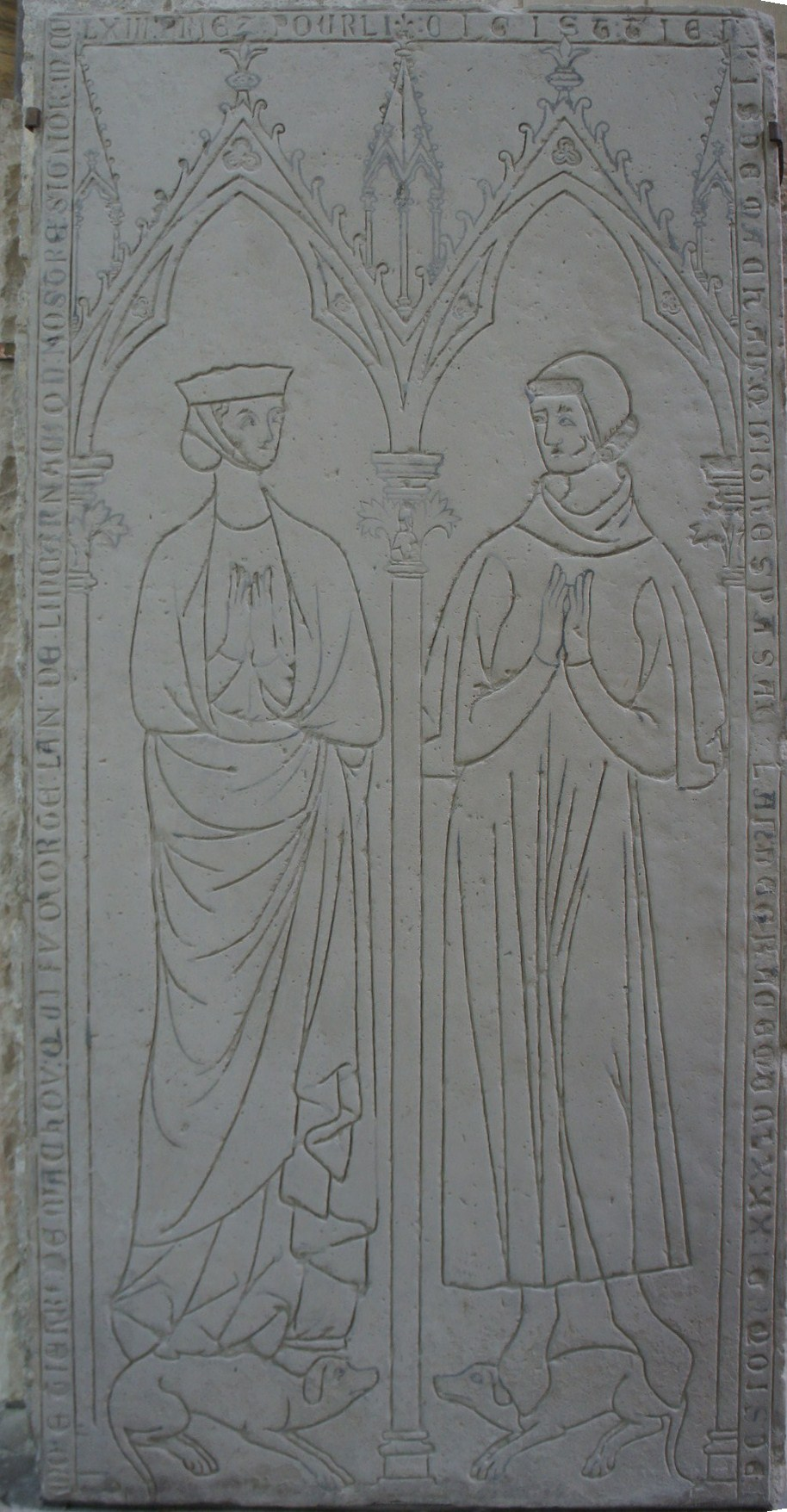

#### Orgues

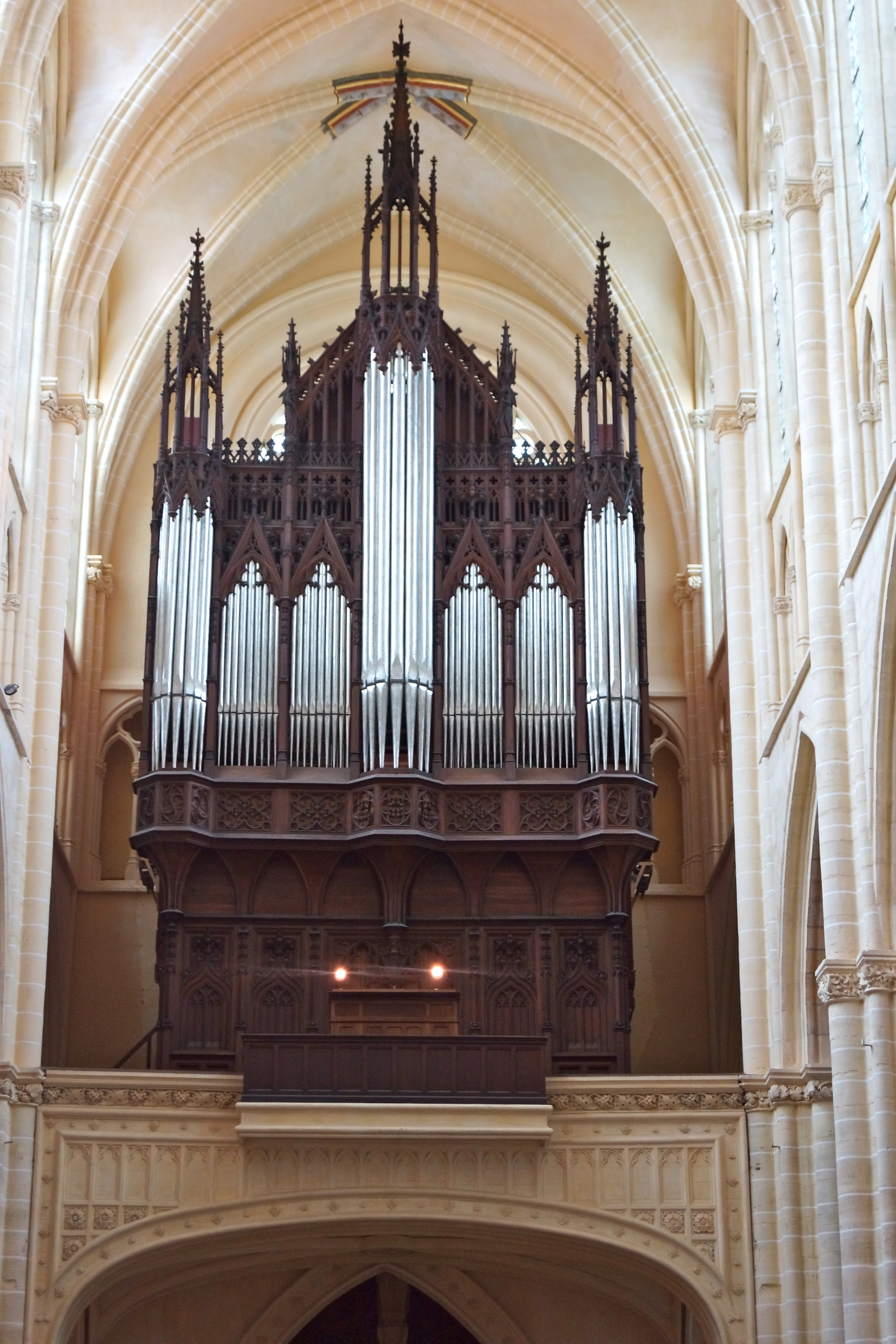
Les orgues.

Les grandes orgues sont de John Abbey  (1849), le buffet est l'œuvre de l'architecte Jean Jacques Nicolas Arveuf-Fransquin. L'instrument a été reconstruit et agrandi en 1898 par ses fils Eugène et John-Albert  qui signent ainsi le plus grand instrument sorti de leur atelier. Après un relevage par Max et André Roethinger en 1957, les orgues ont été restaurées entre 2000 et 2006 dans l'esprit (composition et harmonisation) de 1898 par l'entreprise Renault-Menoret, puis par Olivier Robert et Denis Lacorre, selon les études préalables réalisées par Eric Brottier, Roland Galtier et Sylvain Mikus. Elles sont classées Monument Historique depuis le 2 juillet 1979.
La composition est la suivante :
| I Grand Orgue C1–G5 |     |
| Montre              | 16' |
| Bourdon             | 16' |
| Montre              | 8'  |
| Flûte harmonique    | 8'  |
| Bourdon             | 8'  |
| Gambe               | 8'  |
| Salicional          | 8'  |
| Prestant            | 4'  |
| Flûte douce         | 4'  |
| Doublette           | 2'  |
| Bombarde            | 16' |
| Trompette           | 8'  |
| Basson              | 8'  |
| Clairon             | 4'  |
| Cymbale III         |     |
| Fourniture IV-III   |     |
| Cornet V            |     |

| II Positif C1–G5 |        |
| Flûte harmonique | 8'     |
| Principal        | 8'     |
| Bourdon          | 8'     |
| Salicional       | 8'     |
| Unda maris       | 8'     |
| Dulciane         | 4'     |
| Doublette        | 2'     |
| Nazard           | 2' 2/3 |
| Piccolo          | 1'     |
| Trompette        | 8'     |

| III Récit expressif C1–G5 |        |
| Quintaton                 | 16'    |
| Cor de nuit               | 8'     |
| Flûte traversière         | 8'     |
| Viole de Gambe            | 8'     |
| Voix céleste              | 8'     |
| Diapason                  | 8'     |
| Voix céleste              | 8'     |
| Flûte octaviante          | 4'     |
| Octavin                   | 2'     |
| Quinte                    | 2' 2/3 |
| Basson                    | 16'    |
| Trompette                 | 8'     |
| Basson hautbois           | 8'     |
| Voix humaine              | 8'     |
| Clairon                   | 4'     |
| Cornet V                  |        |
| Plein jeu IV-III          |        |

| Pédale C1–F3 |     |
| Principal    | 32' |
| Flûte        | 16' |
| Soubasse     | 16' |
| Flûte        | 8'  |
| Violoncelle  | 8'  |
| Bourdon      | 8'  |
| Flûte        | 4'  |
| Bombarde     | 16' |
| Trompette    | 8'  |
| Clairon      | 4'  |

L'orgue de chœur a été construit par Stoltz en 1852 et profondément remanié par Joseph Merklin en 1882.
Jean-Baptiste Charbonnier a été organiste à la cathédrale au XIXe siècle.

## La cathédrale dans la littérature
Mlle de Mortemart a visité la cathédrale et y vit la châsse de saint Alpin.
Victor Hugo a visité la cathédrale. Il a apprécié la nef mais a jeté un certain discrédit sur les flèches du XVIIe siècle ; il a remarqué une chapelle décorée du F de François Ier, qui depuis a été supprimée.

## La cathédrale visitée

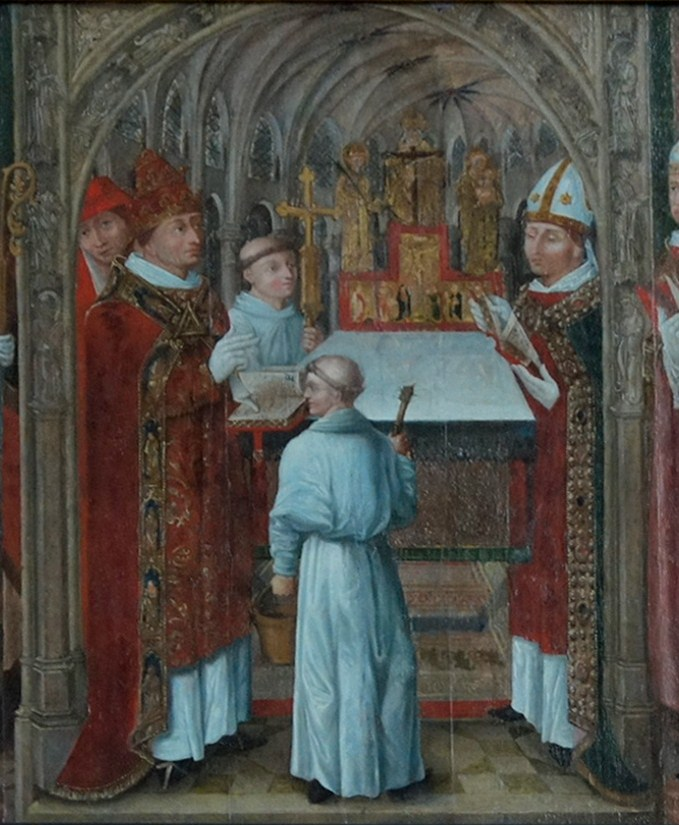
Consécration, détail du tableau de la cathédrale.

En 1115, saint Bernard y reçut l'ordination des mains de son ami évêque de Châlons, Mgr Guillaume de Champeaux. Philippe d'Orléans, frère de Louis XIV s'y maria avec la princesse palatine, Élisabeth-Charlotte de Bavière le 19 novembre 1671.
Consécration le 26 octobre 1147 (durant une éclipse) par le pape Eugène III.
À l'occasion du mariage de son frère, Louis XIV dit de la cathédrale de Châlons que c'était « la plus belle chapelle du Royaume ».
Marie-Angélique Memmie Leblanc, la fille sauvage de Songy, y aurait eu la révélation la conduisant à vouloir se faire religieuse.

## Offices
Les messes sont célébrées les dimanches et fêtes à 9 h, en semaine à 8 h 30, en face, au 3 rue René-Popelin.

## Visites
La cathédrale est ouverte aux visites :
- d'octobre à avril tous les samedis et dimanches de 14 h à 16 h 30, ouverture assurée par des paroissiens bénévoles,
- en mai, juin et septembre, de 10 h à 12 h et de 14 h 30 à 18 h, par l'Office du Tourisme,
- et en juillet et août, tous les jours, de 10 h à 12 h et de 14 h 30 à 18 h, par l'Office du Tourisme.

## Amis de la cathédrale de Châlons-en-Champagne
Une association a été fondée en 2009 pour promouvoir la cathédrale de Châlons-en-Champagne. Elle est reconnue d'Intérêt général.
L'association organise chaque année, de nombreuses visites, conférences ou sorties, notamment en été ("regards sur la cathédrale", chaque dimanche d'été). Elle coorganise également, chaque mois de mai, la Nuit des cathédrales. Elle publie chaque année un bulletin d'une soixantaine de pages très documentées sur l'histoire et l'architecture de la cathédrale.